# Schmitzlöderich
Schmitzlöderich ist ein Ortsteil von Steinenbrück in der Stadt Overath im Rheinisch-Bergischen Kreis in Nordrhein-Westfalen, Deutschland.

## Lage und Beschreibung
Der Ortsteil Schmitzlöderich ist über die Olper Straße (Landesstraße 165) zu erreichen, die Steinenbrück mit Heiligenhaus verbindet. Er wächst mit der kleinen Ortschaft Büchel zu einem Siedlungsgebiet zusammen. In der Nähe befinden sich Katzemich, Frielinghausen, das Kerngebiet des Stadtteils Altenbrück und die Erddeponie Lüderich, die 2019 geschlossen werden soll. Naturräumlich betrachtet gehört das Gebiet zu den Agger-Sülz-Hochflächen.

## Geschichte
Die Topographia Ducatus Montani des Erich Philipp Ploennies, Blatt Amt Steinbach, belegt, dass der Wohnplatz bereits 1715 eine Hofstelle besaß, die als Lüdrig beschriftet ist. Carl Friedrich von Wiebeking benennt die Hofschaft auf seiner Charte des Herzogthums Berg 1789 als Löderich. Aus ihr geht hervor, dass der Ort zu dieser Zeit einer der Titularorte der Honschaft Löderich im Kirchspiel Overath war.
Der Ort ist auf der Topographischen Aufnahme der Rheinlande von 1817 als Schmidts Lüderich verzeichnet. Die Preußische Uraufnahme von 1845 zeigt den Wohnplatz unter dem Namen Schmitts Löderich. Ab der Preußischen Neuaufnahme von 1892 ist der Ort auf Messtischblättern regelmäßig als Schmitzlöderich verzeichnet.
1822 lebten 36 Menschen im als Hof kategorisierten Ort, der nach dem Zusammenbruch der napoleonischen Administration und deren Ablösung zur Bürgermeisterei Overath im Kreis Mülheim am Rhein gehörte. Für das Jahr 1830 werden für den als Schmitzlöderich bezeichneten Ort 41 Einwohner angegeben. Der 1845 laut der Uebersicht des Regierungs-Bezirks Cöln als Hof kategorisierte  und Schmitz-Löderich bezeichnete Ort besaß zu dieser Zeit sechs Wohngebäude mit 43 Einwohnern, alle katholischen Bekenntnisses.
Die Liste Einwohner und Viehstand von 1848 listet für Schmitzlöderich 49 Bewohner auf, unter ihnen 22 Kinder. Sie nennt  Namen von Haushaltsvorständen, darunter  sieben Ackerer: Heinrich Ferrenberg, Theodor Loedrich, Heinrich Müller, Johann und Adolph Schmitt, Peter Spanier und Mathias Schwamborn. Ferner sind fünf alleinstehende Bergleute aufgeführt: Peter Kümmeler, Franz Schrah, Georg Siefen, Peter und Wilhelm Werthenbroich. Als Näherinn sind Anna Maria und Elisabeth Schwamborn  und als Tagelöhner Margaretha Rottlender bezeichnet, bei letzteren findet sich der Vermerk: arm.
Die Gemeinde- und Gutbezirksstatistik der Rheinprovinz führt den Ort 1871 mit neun Wohnhäusern und 57 Einwohnern auf. Im Gemeindelexikon für die Provinz Rheinland von 1888 werden für Schmitzlöderich 14 Wohnhäuser mit 83 Einwohnern angegeben. 1895 besitzt der Ort zwölf Wohnhäuser mit 99 Einwohnern, 1905 werden 17 Wohnhäuser und 98 Einwohner angegeben.